# Byggnadskultur
Byggnadskultur är Svenska byggnadsvårdsföreningens tidskrift, och den enda i Sverige med inriktning på restaurerings- och byggnadsvårdsfrågor. Tidskriften utkommer med fyra nummer per år. Här tas aktuella byggnadsvårdsämnen upp till debatt, här finns artiklar om hantverk och traditionella material, bokrecensioner, föreningsnytt och kalendarium med tips om kurser m.m. 
Tidskriften går att köpa direkt via webbplatsen Byggnadsvård,  men även på landets Presstop-butiker.